# Klaus Obermeyer

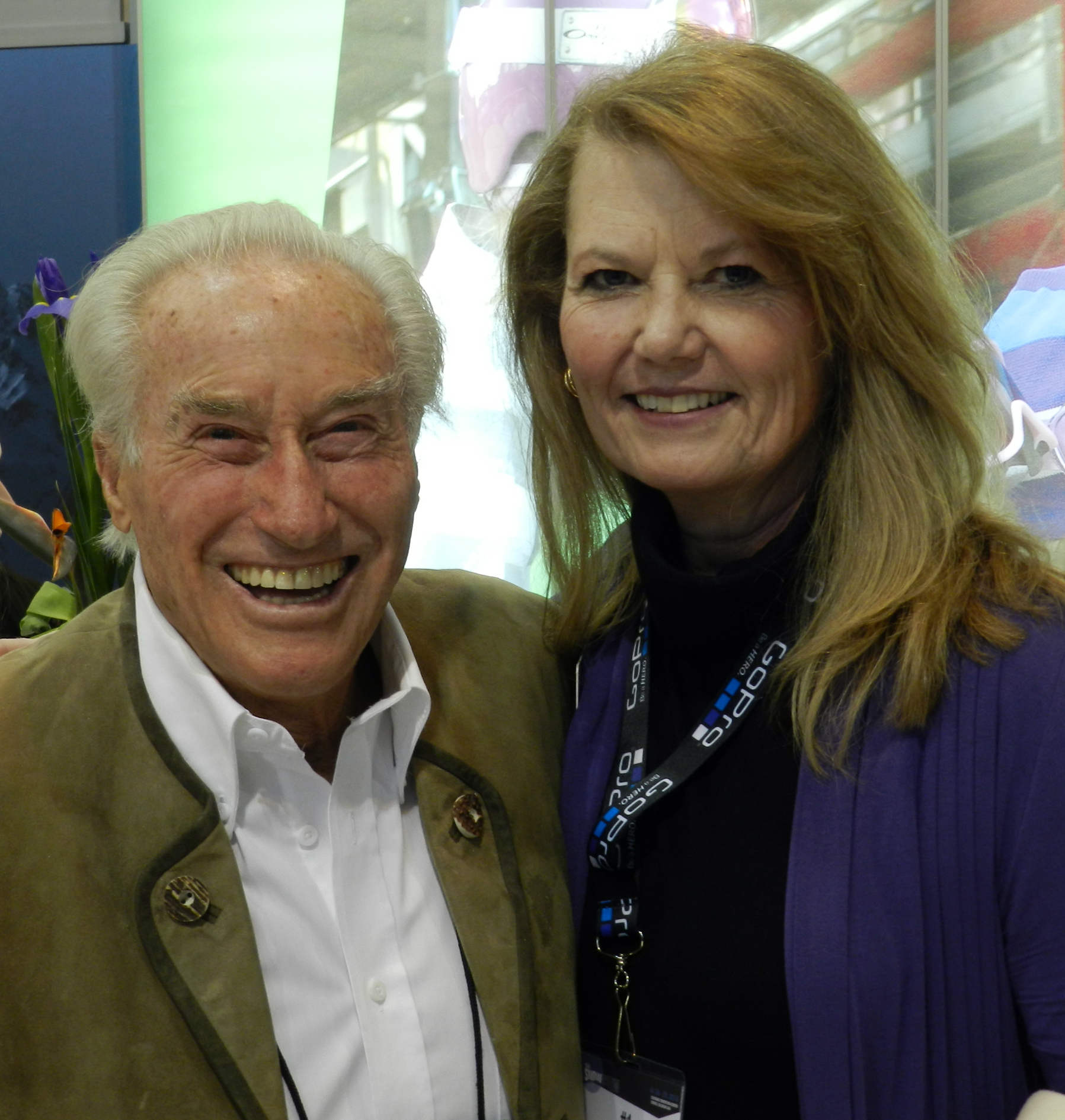
Klaus Obermeyer mit der Politikerin Jean White (2011)

Klaus Obermeyer (* 2. Dezember 1919 in Oberstaufen im Allgäu) ist ein deutsch-amerikanischer Textil-Unternehmer. Er gilt auch als Mitbegründer des Wintersportortes Aspen.

## Leben
Nach seinem Abschluss als Flugzeugbauingenieur in München wanderte Klaus Obermeyer 1947, mit 27 Jahren, in die USA aus. Zusammen mit Friedl Pfeifer, einem österreichischen Skirennläufer, baute er eine Skiliftanlage und gründete die Skischule „Obermeyer Sports“ in Aspen. Finanzielle Unterstützung erhielten sie dabei von Walter Paepcke, einem Chicagoer Unternehmer. In Folge der kalten Winter entwickelte und fertigte Obermeyer Daunenjacken und eröffnete 1961 in Aspen ein Geschäft, in dem er diese verkaufte. Mit dem Aufstieg des Skiortes, stieg auch der Erfolg des Unternehmens.
Obermeyer erfand unter anderem die verspiegelte Ski-Sonnenbrille und die Skistopper. Heute lebt Obermeyer auf einer Ranch am Roaring Fork River in Aspen und arbeitet noch täglich in seinem Unternehmen mit.

## Unternehmen
Das Unternehmen Sport Obermeyer verkauft Wintersportbekleidung vor allem in den USA, Japan und Südamerika. In den USA betreibt das Unternehmen 802 Filialen. Die Produktion der Textilien fand früher in Deutschland, Österreich und Italien statt, heute in Bangladesch.
Aufgrund seiner Leistungen für den US-Skisport wurde er 1997 in die U.S. Ski and Snowboard Hall of Fame aufgenommen.